# جون ب. ويلر

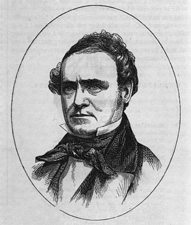
جون ب.ويلر

جون ب. ويلر (بالإنجليزية: John B. Weller) هو سياسي أمريكي. ولد جون ب.ويلر في 22 شباط / فبراير من سنة 1812 في مونتغمري بولاية أوهايو الأمريكية ويلر درس في جامعة ميامي في أوكسفورد في ولاية أوهايو وبدأ حياته المهنية كمحام في مقاطعة بتلر في ولاية أوهايو خدم جون ب.ويلر في مجلس النواب الأمريكية ممثلا عن ولاية أوهايو ما بين عام 1839 إلى عام 1845 وخدم جون ب.ويلر كعضو في مجلس الشيوخ الأمريكي عن ولاية كاليفورنيا الأمريكية ما بين الأعوام 1852 إلى عام 1857 أصبح جون ب.ويلر حاكما على ولاية كاليفورنيا الأمريكية في سنة 1858 وشغل هذا المنصب إلى سنة 1860 انتقل ويلر إلى مدينة نيو اورليانز في سنة 1867 توفي جون ب.ويلر في 17 آب / أغسطس من سنة 1875في مدينة نيو اورليانز.